# Марк Метилий Аквилий Регул
Марк Метилий Аквилий Регул (на латински: Marcus Metilius Aquillius Regulus) e политик и сенатор на Римската империя през 2 век. Неговото пълно име е Marcus Metilius Aquillius Regulus Nepos Volusius Torquatus Fronto.
Регул произлиза от Транспадана в Северна Италия и е патриций. Баща му Публий Метилий Секунд е суфектконсул през 123 г.
Регул е първо praefectus feriarum Latinarum , triumvir monetalis, квестор и претор. През 157 г. Регул е консул заедно с Марк Ветулен Цивика Барбар.
Освен това Регул е авгур.